# 유연수 (축구 선수)
유연수(柳然修, 1998년 2월 26일 ~ )는 대한민국의 전직 축구 선수로 현역 시절 포지션은 골키퍼였다.

## 프로 입단 전
1998년 2월 26일 전북특별자치도 전주시에서 태어나 전주조촌초등학교 시절에는 센터백으로 활동하다가 이후 골키퍼로 전향하여 부평고등학교를 거쳐 호남대학교에 입학하여 한석희와 함께 2018년 추계대학연맹전 우승을 이끌었고 이듬해에 열린 2019년 태백국제축구대회에서도 대학 대표로 선발되면서 대학 무대 정상급 골키퍼로 활약했다.

## 클럽 경력

### 제주 유나이티드
2020년 K리그2 개막을 앞두고 제주 유나이티드와 프로 입단 계약을 체결한 뒤 같은 해 11월 7일 충남 아산 FC와의 2020년 K리그2 27라운드 최종전 원정 경기에서 프로 데뷔전을 치르자마자 클린시트를 작성하며 팀의 1-0 승리를 지켜냈다.

## 교통 사고와 은퇴
2022년 K리그1 파이널라운드가 진행 중이던 10월 18일 서귀포 시내에서 팀 동료 김동준, 임준섭 그리고 팀의 트레이너 윤재현과 함께 차를 타고 이동하던 중 30대 남성이 몰던 차량과 충돌하는 교통사고를 당했다.
이 사고로 유연수는 큰 부상을 당했는데 당시 가해 운전자인 36살 조 모 씨는 면허 취소 수준의 만취 상태였고 이후 제주지방검찰청은 조씨에 대해 위험운전치상 및 강제추행 혐의로 1심에서 징역 5년, 신상 공개 및 성폭력 치료 프로그램 이수, 아동·청소년·장애인 관련 기관 취업 제한 7년을 구형했으나 2024년 1월 25일 제주지방법원이 조씨에게 징역 4년형을 선고하면서 논란을 야기시켰다.
이후 같은 해 12월 5일 자신의 인스타그램을 통해, 재활 치료를 받으며 회복 중이라고 밝히는 등 꾸준히 재활에 전념하며 복귀를 준비했지만 사고의 후유증으로 하반신 마비 증상이 나타나기 시작하면서 간병인 없이는 정상적인 일상 생활이 불가능한 수준으로 상태가 악화됐고 결국 이듬해인 2023년 11월 8일 제주 구단은 유연수의 공식 은퇴를 발표했으며 사흘 뒤 열린 FC 서울과의 2023년 K리그1 36라운드 홈 경기에서 은퇴식을 진행한다고 밝혔다.
그리고 11월 11일 제주월드컵경기장에서 열린 FC 서울과의 2023년 K리그1 36라운드 파이널 B 홈 경기 전반 하프타임 때 진행된 은퇴식을 끝으로 프로 입단 2년만에 정든 그라운드를 떠났으며 은퇴 이후 장애인 선수로 농구, 펜싱, 탁구 등의 종목에 도전할 계획이라고 은퇴식에서 밝혔다.

## 대회 성적

### 클럽
제주 유나이티드
- K리그2 : 우승 (2020)
- K리그1 : 4위 (2021)

## 방송
- 2024년 tvN 《유 퀴즈 온 더 블럭》 - 게스트 (2024년 1월 17일 방송분 출연)